# Неструктурированная сетка

Пример неструктурированной сетки для анализа методом конечных элементов.

Неструктурированная (или нерегулярная) сетка — часть евклидовой плоскости или евклидова пространства, разбитая на простые фигуры, такие как треугольники или тетраэдры, в неравномерной форме. Сетки данного типа могут быть использованы в анализе методом конечных элементов, когда входные данные анализа имеют неравномерную форму. 
В отличие от структурированных сеток, неструктурированные сетки требуют список связных графов, которые устанавливают способ, которым заданное множество вершин составляют отдельные элементы (см. граф (тип данных)).
Для преобразования полигонов, имеющих неравномерную форму, в неструктурированную сетку треугольников часто используется алгоритм Рапперта.
Кроме треугольников и тетраэдров, также в симуляции методом конечных элементов обычно используют четырёхсторонние (4 узла) или шестигранные (8 узлов) элементы в 2D и 3D соответственно.

## Внешние ссылки
- Unstructured Grid